# 2005年科技
2005年科學技術領域所發生的一些重要事件。

## 重大獎項
诺贝尔獎
- 物理学
  - 罗伊·格劳伯（Roy J. Glauber，美国）
    - 表彰他对光学相干的量子理论的贡献

  - 约翰·霍尔（John L. Hall，美国）和特奥多尔·亨施（Theodor W. Hänsch，德国）
    - 表彰他们对基于激光的精密光谱学发展作出的贡献
- 化学
  - 伊夫·肖万（Yves Chauvin，法国）、罗伯特·格拉布（Robert H. Grubbs，美国）、理查德·施罗克（Richard R. Schrock，美国）
    - 对烯烃复分解反应的研究
- 生理学或医学
  - 巴里·马歇尔（Barry J. Marshall，澳大利亚），罗宾·沃伦（J. Robin Warren，澳大利亚）
    - 发现了幽门螺旋杆菌以及该细菌对消化性溃疡病的致病机理
- 文学
  - 哈罗德·品特（Harold Pinter CH, CBE，英国），剧作家及剧场导演。
    - 他的作品揭示了日常絮谈中的危机、强行打开了压迫的封闭房间。
- 和平
  - 国际原子能机构（IAEA）及其总干事穆罕默德·巴拉迪（Mohamed ElBaradei，埃及）
    - 防止核能被用于军事目的并确保最安全的和平利用核能
- 经济学
  - 托馬斯·克羅姆比·謝林（Thomas Crombie Schelling，美國）、羅伯特·約翰·奧曼（Robert John Aumann，美國／以色列）
    - 通過博弈論分析促進了對衝突與合作的理解。

圖靈獎
- 彼得·诺尔